# جلاير (قشلاق أهر)
جلاير (بالفارسية: جلایر) هي منطقة سكنية تقع في إيران في قسم قشلاق الریفي. يقدر عدد سكانها بـ 86 نسمة .